# Rhipsalidopsis gaertneri
Rhipsalidopsis gaertneri ist eine Pflanzenart in der Gattung Rhipsalidopsis aus der Familie der Kakteengewächse (Cactaceae) und ein Hybridelternteil des „Osterkaktus“ (Hatiora ×graeseri). Das Artepitheton gaertneri ehrt den aus Deutschland stammenden Arzt Karl F. Gaertner († 1850) aus Blumenau.

## Beschreibung
Rhipsalidopsis gaertneri wächst strauchig mit hängenden Trieben und ist reich verzweigt. Die meist abgeflachten, gelegentlich aber auch drei bis sechskantigen, trübgrünen, anfangs oft rötlichen Triebsegmente sind 4 bis 7 Zentimeter lang und 2 bis 2,5 Zentimetern breit. Die Ränder sind unterhalb der mit kurzen, bräunlich gelben Borsten besetzten Areolen ein wenig gekerbt.
Die trichterförmigen, dunkel scharlachroten Blüten erscheinen zu 1 bis 3 an den Spitzen der Triebsegmente. Sie sind 4 bis 5 Zentimeter lang und weisen Durchmesser von 4 bis 7,5 Zentimetern auf. Die roten Früchte sind länglich.

## Verbreitung, Systematik und Gefährdung
Rhipsalidopsis gaertneri ist in den brasilianischen Bundesstaaten Paraná, Rio Grande do Sul und Santa Catarina in Höhenlagen von 350 bis 1300 Metern verbreitet.
Die Erstbeschreibung als Epiphyllum russellianum var. gaertneri durch Eduard August von Regel wurde 1884 veröffentlicht. Karl Hermann Leonhard Lindinger erhob die Varietät in den Rang einer Art der Gattung Rhipsalidopsis. Weitere nomenklatorische Synonyme sind Epiphyllum gaertneri K.Schum. (1890), Phyllocactus gaertneri (Regel) K.Schum. (1892), Schlumbergera gaertneri (Regel) Britton & Rose (1913), Rhipsalis gaertneri (Regel) Vaupel (1925), Epiphyllopsis gaertneri (Regel) A.Berger ex Backeb. & F.M.Knuth (1936), 
Rhipsalidopsis gaertneri (Regel) Moran (1953) und Hatiora gaertneri (Regel) Barthlott (1987).
In der Roten Liste gefährdeter Arten der IUCN wird die Art als „Vulnerable (VU)“, d. h. als gefährdet geführt.

## Nachweise